# Der Widerspenstigen Zähmung (Ballett)

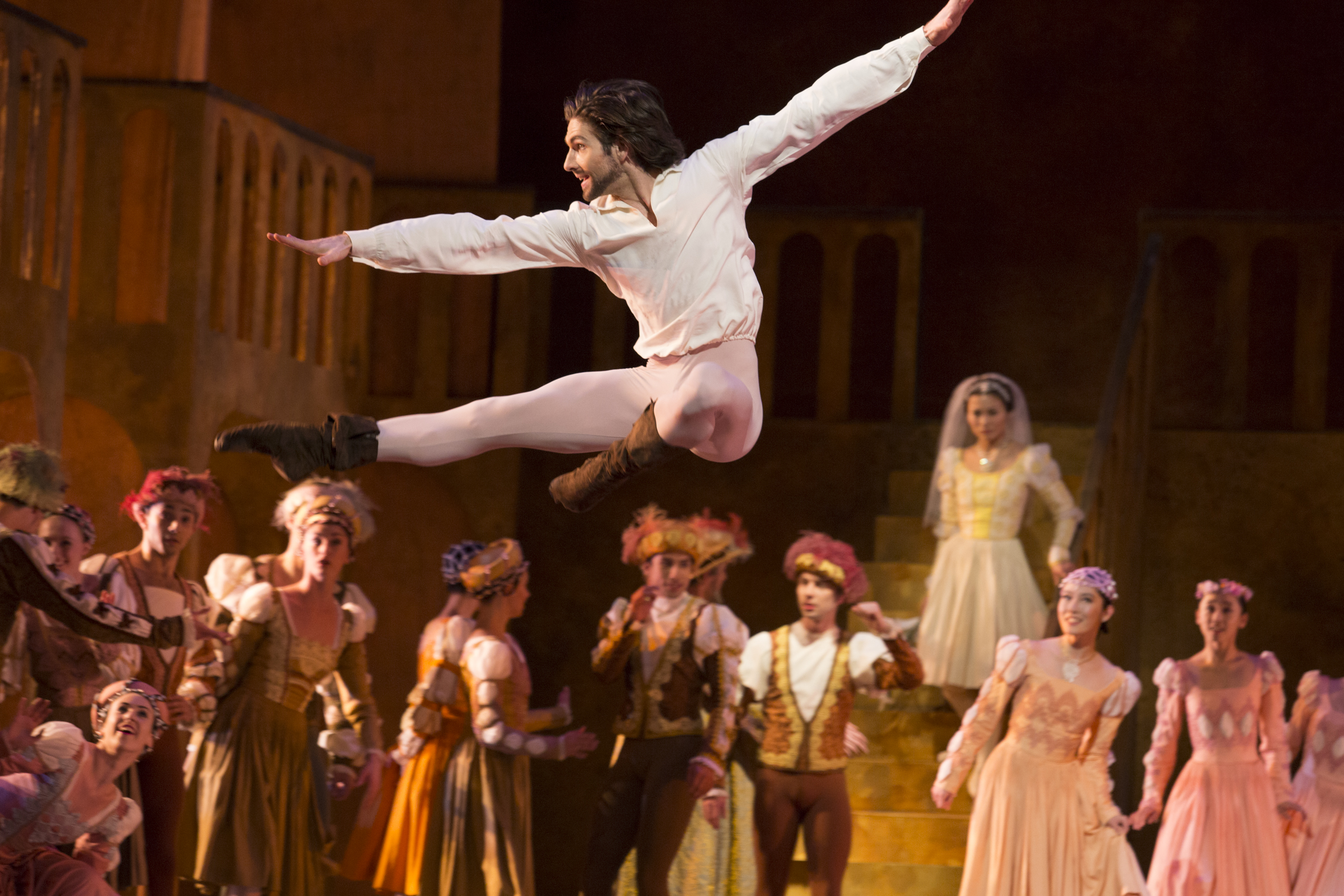
Der Widerspenstigen Zähmung von John Cranko: Vladimir Yaroshenko (Petrucchio), Yuka Ebihara (Katharina) und Polnisches Nationalballett, Warschau, 2015

Der Widerspenstigen Zähmung ist ein Ballett in zwei Akten (zehn Szenen) von John Cranko. Von ihm stammt nicht nur die Choreografie, sondern auch das Libretto. Es basiert auf der gleichnamigen Komödie von William Shakespeare. Die Musik dazu schrieb Kurt-Heinz Stolze nach Themen und Motiven von Domenico Scarlatti. Das Werk erlebte seine Uraufführung durch das Stuttgarter Ballett am 16. März 1969 im Großen Haus der Württembergischen Staatstheater in Stuttgart. Die Solisten der Hauptfiguren waren Richard Cragun, Marcia Haydée, Susanne Hanke, Egon Madsen, Heinz Clauss und John Neumeier. Eine Aufführung dauert etwa zweieinviertel Stunden (mit einer Pause zwischen den beiden Akten).

## Personen
- Baptista, ein reicher Edelmann
- Katharina, seine ältere Tochter
- Bianca, seine jüngere Tochter
- Biancas Freier
  - Gremio
  - Lucentio
  - Hortensio
- Petrucchio, ein Edelmann
- Zwei Freudenmädchen
- Ein Wirt
- Ein Schneider
- Der Priester
- Vier Diener Petrucchios

## Handlung
Das Ballett spielt in den italienischen Städten Padua und Verona im 17. Jahrhundert.

### Erster Akt

#### Erste Szene: Vor Baptistas Haus in Padua
Baptistas Töchter könnten kaum unterschiedlicher sein. Da ist die jüngere Bianca, ein lebenslustiges Mädchen, das nur so von Temperament sprüht und von vielen Männern begehrt wird. Die ältere Katharina hingegen ist fast immer schlecht gelaunt und hat Haare auf den Zähnen. Klar, dass sich für sie kein Mann interessiert. Deswegen passt es ihr auch nicht, dass ihrer Schwester gleich von drei Verehrern ein Ständchen dargeboten wird. Es sind der Stutzer Hortensio, der Student Lucentio und der schon etwas in die Jahre gekommene Gremio, die es auf sie abgesehen haben. Baptista macht den dreien jedoch klar, dass er Bianca erst dann seinen Segen zur Heirat geben werde, wenn Katharina unter die Haube gekommen sei.
Der Lärm vor Baptistas Haus hat die Nachbarn aus dem Schlaf gerissen. Sie fordern, die nächtliche Ruhestörung zu beenden.

#### Zweite Szene: In einer Taverne
Nachdem keiner bei Bianca den erhofften Erfolg gehabt hat, gehen Hortensio, Lucentio und Gremio ins Wirtshaus. Dort lernen sie den Edelmann Petrucchio kennen. Dieser ist aufgebracht, weil ihm zwei Dirnen sein gesamtes Geld gestohlen haben. Die drei verhinderten Freier schlagen ihm vor, bei dem reichen Baptista um die Hand seiner älteren Tochter anzuhalten. Es sei damit zu rechnen, dass sie eine lohnende Mitgift in die Ehe einbringe. Sofort hellen sich Petrucchios Züge auf. Er will keine Zeit verlieren.

#### Dritte Szene: Im Hof von Baptistas Haus
Baptista ist sichtlich erleichtert, dass sich endlich auch ein Freier für seine störrische Tochter gefunden hat. Während er mit Petrucchio verhandelt, flirten Hortensio, Lucentio und Gremio – verkleidet als Musik-, Gesangs- und Tanzlehrer – unverhohlen mit Bianca. Nach langem Hin und Her willigt Katharina schließlich ein, Petrucchio zu heiraten.

#### Vierte Szene: Vor Baptistas Haus
Nach und nach treffen immer mehr Gäste ein, um an dem Hochzeitsfest teilzunehmen. Auch Biancas Verehrer sind unter ihnen. Jeder von ihnen beobachtet die beiden anderen mit großer Eifersucht. Manche der Gäste können es kaum glauben, dass sich für Katharina ein Mann gefunden hat und fassen das Ganze als Scherz auf, zumal sich der Ehemann höchst sonderbar, ja sogar abscheulich benimmt. Auf dem Höhepunkt der Feier entführt Petrucchio Katharina vor allen Gästen.

### Zweiter Akt

#### Erste Szene: Die Reise zum Haus Petrucchios
Während Petrucchio mit der kratzbürstigen Katharina seinem Zuhause zustrebt, prasselt unaufhörlich Regen auf die beiden nieder und der Sturm durchwühlt die Haare.

#### Zweite Szene: In Petrucchios Haus in Verona
Völlig durchnässt kommt das junge Ehepaar in Petrucchios Haus an. Katharina kann es kaum erwarten, die vorbereitete Mahlzeit zu kosten. Ihr Mann aber beginnt nun, sie mit ihren eigenen Waffen zu schlagen, um aus dem wilden Kätzchen ein mildes Käthchen zu machen. Er verweigert ihr das Essen und lässt sie hungern.

#### Dritte Szene: Karneval in Padua
In der Absicht, seine Rivalen auszustechen, überredet Lucentio zwei Freudenmädchen, in die gleiche Verkleidung wie die von ihm angebetete Bianca zu schlüpfen und sich als diese auszugeben. Die Täuschung gelingt, weil alle im Karneval maskiert sind. In ihrem Überschwang lassen sich Hortensio und Gremio sogleich mit den Dirnen trauen.

#### Vierte Szene: In Petrucchios Haus
Katharina ist zutiefst unglücklich. Sie hungert und friert, während sie von ihrem Gatten immer mehr gedemütigt wird. Aber nach und nach beginnt sie, ihren Widerstand aufzugeben.

#### Fünfte Szene: Die Reise zu Biancas Hochzeit
Katharina und Petrucchio haben eine Einladung zu Biancas Hochzeit erhalten. Auf dem Weg nach Padua erkennt Katharina, was für ein wunderbarer Mensch ihr Ehemann ist. Sein heiteres Wesen beginnt auf sie überzuspringen.

#### Sechste Szene: Biancas Hochzeit
Alle Hochzeitsgäste staunen, welch große Wandlung Katharina durchgemacht hat. Sie und ihr Gatte erwecken den Eindruck eines glücklich verliebten Paares. Ganz anders sieht es bei Lucentio und Bianca aus. Bei ihnen hat man eher den Eindruck, als hätten sich zwei gefunden, die überhaupt nicht zueinander passen wollen. Auch die Verbindung von Hortensio und Gremio mit den zwei Prostituierten lässt keine gute Zukunft ahnen.